# カリージオ
カリージオ（伊: Carisio）は、イタリア共和国ピエモンテ州ヴェルチェッリ県にある、人口約800人の基礎自治体（コムーネ）。

## 地理

### 位置・広がり
| 隣接するコムーネは以下の通り。括弧内のBIはビエッラ県所属を示す。 - バロッコ - ブロンツォ - カヴァリア (BI) - フォルミリアーナ - サルッソーラ (BI) - サンティア - ヴィッラノーヴァ・ビエッレーゼ (BI) |